# Nshamba
Nshamba è una circoscrizione mista (mixed ward) della Tanzania situata nel distretto di Muleba, regione del Kagera. Conta una popolazione di 24 432 abitanti (censimento 2012).